# Landskapsblommor
Landskapsblomman är en av de symboler som traditionellt tilldelas de olika landskapen i Sverige. Varje landskap har ett antal symboler som skall vara speciella för just den delen av Sverige. Det finns avvikande åsikter angående några av symbolerna. Ibland ser man landskapsblommorna ängsklocka för Dalarna och mosippa för Härjedalen, enstaka gånger även smörboll för Medelpad.

## Historik
Ursprunget till landskapsblommorna kommer från USA:s state flowers och togs till Sverige av August Wickström och Paul Petter Waldenström 1908. Waldenström publicerade förslaget till att införa landskapsblommor i Stockholms Dagblad 25 maj 1908, varpå tidningen uppmanade landets botaniklärare att komma med lämpliga kandidater. Den 7 juni hade en lista sammanställts, som sedan bearbetades av professor Veit Wittrock från Botaniska trädgården i Stockholm. Två landskap gjorde motstånd mot de tilldelade växterna, nämligen Skåne (som ville ha prästkrage istället för bok) och Hälsingland (som hellre ville ha lin än tall). Många i Härjedalen ville hellre ha mosippa än fjällviol och många i Dalarna hellre ängsklocka än blåklocka, men protesterade inte lika högljutt som Skåne och Hälsingland. Kyrkoherden och politikern Erik E:son Hammar ändrade bok till prästkrage och tall till lin 1909.
Landskapsblommorna som fenomen försvann under tiden för första världskriget, men på 1920-talet blev de åter populära, genom Kulturella ungdomsrörelsen som tryckte upp blommorna på knappar 1921.

## Lista över landskapsblommor
| Landskap      | Wittrocks förslag (1908) | Andra förslag    |
| ------------- | ------------------------ | ---------------- |
| Blekinge      | Ek                       | Ek/Kungsljus     |
| Bohuslän      | Skogskaprifol            | Vildkaprifol     |
| Dalarna       | Blåklocka                | Ängsklocka       |
| Dalsland      | Förgätmigej              |                  |
| Gotland       | Murgröna                 |                  |
| Gästrikland   | Liljekonvalj             |                  |
| Halland       | Ginst                    | Hårginst         |
| Hälsingland   | Lin                      |                  |
| Härjedalen    | Fjällviol                | Mosippa          |
| Jämtland      | Brunkulla                |                  |
| Lappland      | Fjällsippa               |                  |
| Medelpad      | Gran                     | Smörboll         |
| Norrbotten    | Åkerbär                  |                  |
| Närke         | Gullviva                 |                  |
| Skåne         | Bok                      | Prästkrage       |
| Småland       | Linnea                   |                  |
| Södermanland  | Vit näckros              |                  |
| Uppland       | Kungsängslilja           |                  |
| Värmland      | Duvkulla/skogsstjärna    | Skogsstjärna     |
| Västerbotten  | Kungsspira               | Kung Karls spira |
| Västergötland | Ljung                    |                  |
| Västmanland   | Mistel                   |                  |
| Ångermanland  | Styvmorsviol             |                  |
| Öland         | Storsippa/tovsippa       | Ölandssolvända   |
| Östergötland  | Blåklint                 |                  |

## Nationalblomma
Senare har även diskussioner förts om att utse en nationalblomma för Sverige. Svenska Botaniska Föreningen arrangerade 2021 en omröstning där liten blåklocka  (en av kandidaterna till landskapsblomma för Dalarna) 13 mars 2021 blev vald, efter en omröstning bland allmänheten med sammanlagt cirka 81 000 röster.